# Die Abenteuer von Mr. Peabody & Sherman
Die Abenteuer von Mr. Peabody & Sherman (Originaltitel: Mr. Peabody & Sherman) ist ein US-amerikanischer Computeranimationsfilm, der am 27. Februar 2014 im 3D-Format in den deutschen Kinos angelaufen ist. Der Film wurde von DreamWorks Animation produziert und unter 20th Century Fox verliehen.

## Handlung
Mr. Peabody, ein sprechender Hund, ist der schlauste seiner Art. Er adoptierte den jungen Sherman, zog ihn als seinen Sohn auf und teilte mit ihm alle seine Erfindungen, unter anderem auch sein größtes Werk: eine Zeitmaschine. So verbringt Sherman einen nicht unwesentlichen Teil seiner Kindheit damit, sich diverse historische Ereignisse persönlich anzusehen – wie z. B. den Ausbruch der Französischen Revolution. Dort lernt Sherman die kuchenbegeisterte Königin Marie-Antoinette kennen, muss allerdings kurz darauf zusehen, wie Maximilien de Robespierre Mr. Peabody als Aristokraten verhaftet und zur Guillotine schleift. Mr. Peabody entkommt dank seines Grips, liefert sich mit Robespierre ein Duell und flieht mit Sherman quer durch die Pariser Kanalisation. Anschließend diskutiert er mit seinem Sohn die philosophischen und politischen Seiten des Geschehens. Sherman fragt, welches Abenteuer als Nächstes ansteht – am nächsten Tag ist sein erster Schultag.
Sherman glänzt durch seine Kenntnisse im Geschichtsunterricht; unter anderem, weil er George Washington höchstpersönlich kennengelernt hat und so über manche Anekdoten aus seinem Leben die Wahrheit weiß. Das ärgert seine Mitschülerin Penny Peterson, bis dahin die beste Schülerin der Klasse, die prompt reagiert, indem sie in der Pause sein Essen auf den Boden wirft und zu Sherman sagt, als Sohn eines Hundes solle er ein braver Hund sein und es aufheben. Sherman reagiert, indem er sie in den Arm beißt. Die Adoptionsstelle informiert Peabody darüber, dass sie bei einem weiteren Zwischenfall mit Sherman ihn wieder zurückfordern würde. Die fiese und starke Vorurteile gegen Mr. Peabody hegende Jugendamtangestellte Mrs. Grunion soll die Familie besuchen, um Shermans Lebensverhältnisse in Augenschein zu nehmen.
Um diesen Vorfall zu klären, lädt Peabody am selben Abend, da auch Mrs. Grunion kommen soll, die Petersons zu sich nach Hause ein, um „das Eis zu brechen“. Während er Patty und Paul Peterson unterhält und ein Gourmet-Dinner vorbereitet hat, soll Sherman mit Penny reden, was ihm gar nicht gefällt. Auch Penny gibt sich zunächst kühl und überheblich, fordert aber schließlich, dass er ihr sagt, woher er geschichtliche Fakten so genau kennen kann. Sherman hat von Mr. Peabody ausdrücklich verboten bekommen, die Zeitmaschine jemals zu erwähnen. Er kann aber nicht widerstehen und zeigt Penny die Zeitmaschine, die auch sofort eine Reise unternimmt. Sherman kommt allein zurück und beichtet seinem Vater das Vorgefallene. Kurzerhand schaltet Mr. Peabody die Petersons durch Hypnose aus und will alles in Ordnung bringen.
Beide wollen Penny im Alten Ägypten abholen. Diese ist jedoch nicht begeistert, soll sie doch mit dem Kindskönig Tutanchamun vermählt werden, der sie vergöttert und ihr jeden Wunsch von den Augen abliest. Sie beabsichtigt, nach dem Tod des Prinzen Tut (der, wie Mr. Peabody ihr verrät, ja schon sehr früh eintritt) Ägypten als seine Witwe zu regieren. Ihre Hoffnungen entpuppen sich aber als trügerisch, als der Wesir Aya ihr erklärt, dass sie nach Tut’s Ableben ebenfalls getötet und mumifiziert werden würde, um in Ewigkeit mit Tut im Jenseits vereint zu sein. Als sie mit Mr. Peabody und Sherman gehen will, wird sie von Tut zur Zeremonie geschleift; ihre Begleiter werden in ein Tempelgrab eingesperrt. Mr. Peabody erkennt an Shermans Verhalten, dass dieser eifersüchtig auf Tut ist, was er jedoch abstreitet. Die beiden kämpfen sich durch eine ganze Reihe von Fallen und holen Penny ab, indem sie vortäuschen, der Gott Anubis zu sein, der sich gegen die Heirat äußert. Der Schwindel fliegt zwar auf, dennoch können sie entkommen.
Da die Zeitmaschine nicht mehr über genügend Energie verfügt, um nach Hause zu kommen, legen sie eine Zwischenlandung im Florenz der Renaissance ein, wo Mr. Peabody einen alten Freund trifft, Leonardo da Vinci, der gerade vergebens versucht, seinem Bildmodell Mona Lisa ein Lächeln zu entlocken. Nachdem das mit Shermans Hilfe gelungen ist, baut da Vinci mit Mr. Peabody eine Maschine, die Energie erzeugen soll; Penny und Sherman erkunden derweil da Vincis Erfindungen. Penny begeistert sich für einen Flugapparat und überredet Sherman, diesen entgegen dem Verbot seines Vaters auszuprobieren. Dabei ist er zwar ungehorsam, wird aber von Penny davon überzeugt, dass er, ganz ohne Hilfe von Mr. Peabody, etwas Großartiges tun kann, nämlich fliegen. Trotz anschließender Bruchlandung ist da Vinci begeistert, dass der Flugapparat funktioniert. Mr. Peabody ist sauer auf Sherman; als sie wieder auf Zeitreise unterwegs sind, schimpft er mit ihm. Sherman erwidert, er mache nicht, was man ihm sagt; er sei eben kein Hund. Der Konflikt steigert sich, als sie gerade auf ein Schwarzes Loch im Zeitgefüge stoßen.
Nachdem sie im Trojanischen Krieg notgelandet sind, macht sich Sherman davon und will an der Seite von Agamemnon und anderen mithilfe des Trojanischen Pferdes ins Stadtinnere kommen und die Entscheidungsschlacht um Troja schlagen. Mr. Peabody steht ihm trotz des Streites bei, als jedoch das Holzpferd mitsamt Penny darin eine Klippe hinunterrollt, gelingt es ihnen scheinbar nur, Penny zu retten, indem Mr. Peabody aufgeopfert wird. Sherman ist entsetzt und will alles rückgängig machen, indem er die Ereignisse von vornherein aufhält; dazu muss er jedoch in eine Zeit reisen, in der er selbst existiert – und das hat ihm Mr. Peabody strengstens untersagt. Dennoch tut er es; kurz darauf holt ihn Mr. Peabody ein, der überlebt hat; nun gibt es in der realen Zeit zwei von beiden.
Das irritiert die Petersons und bewegt Mrs. Grunion dazu, beide Shermans sofort dem Sorgerecht Mr. Peabodys zu entziehen. Die beiden Shermans und die beiden Peabodys verschmelzen wieder miteinander, verursachen dabei aber einen Riss im Zeitgefüge: Statt dass sie weiter in die Vergangenheit reisen können, kommt nun die Vergangenheit zu ihnen. Alte Bekannte wie George Washington, Leonardo da Vinci und Robespierre wenden sich hilfesuchend oder erbost an Sherman, Penny und Peabody, hinzu kommen andere wie Ludwig van Beethoven, der prompt eine Karaokemaschine dirigiert, Abraham Lincoln, der sich sofort auf eine Diskussion mit seinem Kollegen George Washington einlässt, Marie-Antoinette, die sich begeistert auf das nächste Tortenangebot stürzt, Albert Einstein, der das Problem mithilfe der Relativitätstheorie lösen will, oder Katharina die Große. Tut will seine Braut Penny zurück, und Agamemnon verliebt sich spontan in die unfreundliche Mrs. Grunion.
Die Lage verschlimmert sich, als eine Sphinx und andere größere Bauwerke auf die Stadt stürzen. Sherman hat die Idee, das Problem durch einen Zeitsprung in die Zukunft zu lösen; etwas bisher Unerprobtes. Sie versuchen es und haben Erfolg. Was in die Vergangenheit gehört, kehrt dorthin zurück – dabei nimmt Agamemnon gleich Mrs. Grunion mit und heiratet sie in seiner Zeit. (Im griechischen Mythos wird Agamemnon später von seiner Frau ermordet) Sherman bekennt sich dazu, dass, wenn sein Vater ein Hund ist, er auch als einer gelten will und ihn gegen keine menschliche Familie eintauschen würde. So kann er bei Mr. Peabody bleiben. Am folgenden Tag erwartet ihn Penny vor der Schule, und das Leben geht wieder seinen gewohnten Gang – auch wenn Mona Lisa sich in ihrer Zeit in Graffiti-Malerei versucht und Prinz Tut im Alten Ägypten eine Party im New Yorker Stil feiert.

## Hintergrund

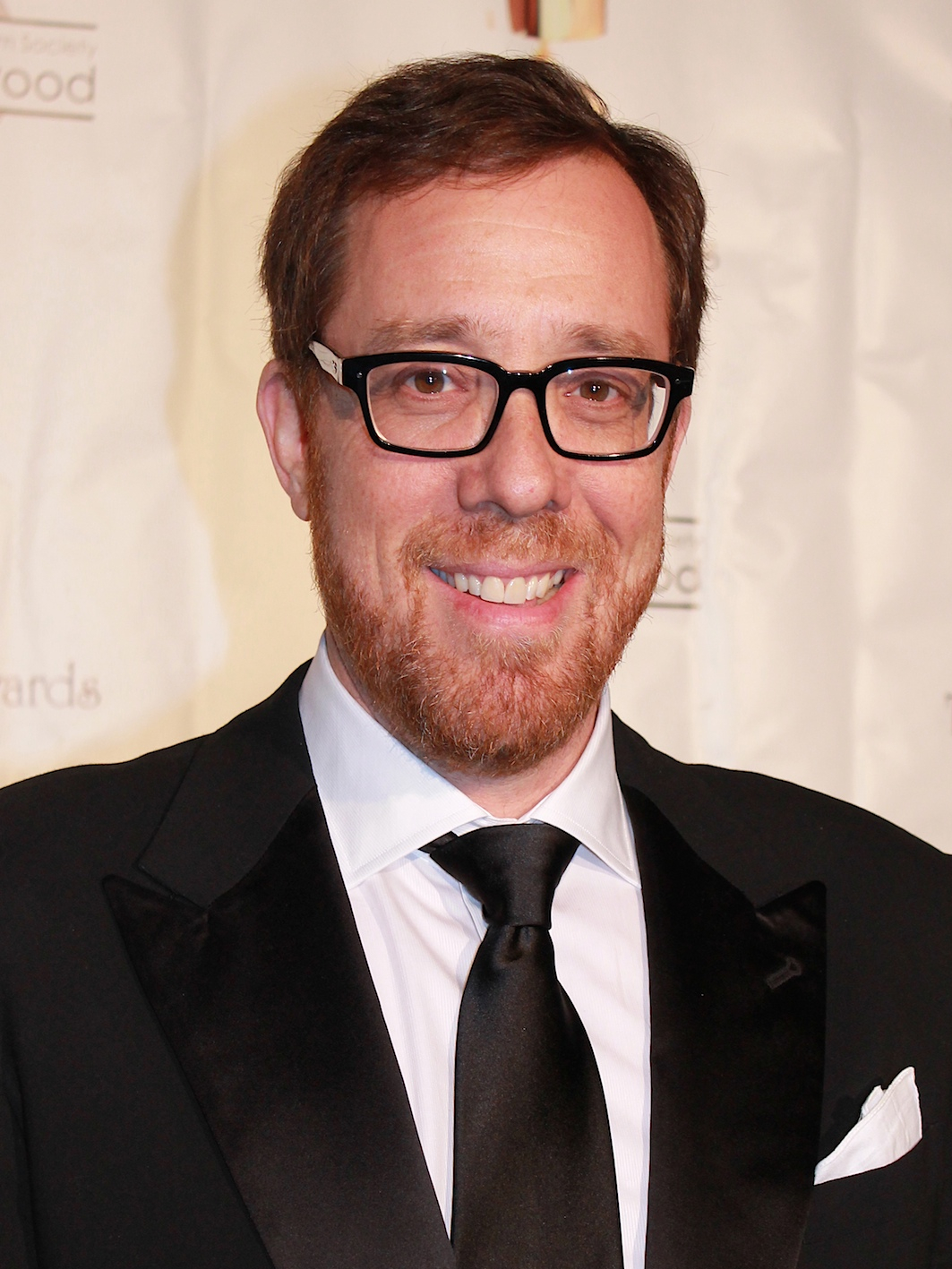
Regisseur Rob Minkoff bei den Emmy Awards 2014

### Geschichte
Planungen für einen Film, basierend auf den Mister-Peabody-und-Sherman-Charakteren, existierten schon Jahre zuvor. Minkoffs erster Versuch, einen solchen Film zu verwirklichen, stammt aus dem Jahr 2003, als bekannt wurde, dass Minkoffs Produktionsfirma Sprocketdyne Entertainment und Bullwinkle Studios einen Real-Actionfilm mit computeranimierten Elementen produzieren würde, mit der Wahrscheinlichkeit, dass Minkoff selbst die Produktion leiten würde.
Besagter Film wurde allerdings nicht realisiert, jedoch schloss sich Minkoff im Jahr 2006 DreamWorks Animation an, um einen zweiten Versuch zu starten. Andrew Kurtzman war als Autor für das Drehbuch eingeplant, das auf dem Entwurf Minkoffs und des langen Produktionspartners Jason Clark basieren sollte.
Tiffany Ward, Tochter von Jay Ward, einem der Macher der originalen Mr.-Peabody-&-Sherman-Reihe, war ausführende Produzentin. Ihre Aufgabe war es, sicherzustellen, dass der Film seinem Vorbild treu blieb.

### Besetzung
Ursprünglich war Robert Downey Jr. für die Synchronrolle des Mr. Peabody eingeplant, wurde jedoch im März 2012 von Ty Burrell ersetzt. Max Charles, Schauspieler des jungen Peter Parker in der Amazing-Spider-Man-Verfilmung, verkörpert in der Originalfassung Sherman. Stephen Colbert leiht seine Stimme Paul Peterson und Leslie Mann, die Ellie Kemper ersetzte, synchronisiert Petersons Frau Patty. Dem Cast schlossen sich Ariel Winter, Stephen Tobolowsky, Mel Brooks, Stanley Tucci, Patrick Warburton, Lake Bell, Zach Callison und Dennis Haysbert an. Nach Minkoff wurde Burrell „wegen der unterschwelligen Wärme in seiner Stimme“ gecastet.

## Synchronisation
Die Synchronisation erfolgte durch die Interopa Film GmbH in Berlin. Klaus Bickert schrieb das Dialogbuch, Frank Schaff führte die Dialogregie.
| Rolle             | Darsteller        | Synchronsprecher |
| ----------------- | ----------------- | ---------------- |
| Mr. Peabody       | Ty Burrell        | Oliver Siebeck   |
| Sherman           | Max Charles       | Joshua Wunder    |
| Agamemnon         | Patrick Warburton | Matze Knop       |
| Leonardo da Vinci | Stanley Tucci     | Matze Knop       |
| Mona Lisa         | Lake Bell         | Matze Knop       |
| Mrs. Grunion      | Allison Janney    | Hella von Sinnen |
| Penny Peterson    | Ariel Winter      | Luisa Wietzorek  |
| Patty Peterson    | Leslie Mann       | Andrea Sawatzki  |
| Paul Peterson     | Stephen Colbert   | Christian Berkel |
| Albert Einstein   | Mel Brooks        | Uli Krohm        |
| King Tut          | Zach Callison     | Benjamin Weygand |

## Veröffentlichung
Die Veröffentlichung von Die Abenteuer von Mr. Peabody & Sherman wurde immer wieder verschoben. Ursprünglich war der Start des Films für den Monat März 2014 vorgesehen, wurde aber auf November 2013 vorverschoben. Letztendlich wurde der Filmstart im Februar 2013 dann doch auf den 7. März 2014 zurückverschoben. Die Premiere des Films fand einen Monat früher, am 7. Februar 2014, im Vereinigten Königreich statt.
Der Kinofilm beinhaltet einen Vorfilm namens Rocky & Bullwinkle, animiert von DreamWorks Animation. Er beruht auf den Charakteren der Rocky & Bullwinkle Show. Regie führte Gary Trousdale, June Foray verkörpert die Rolle des Rocket „Rocky“ J. Squirrel. Tom Kenny leiht seine Stimme dem Bullwinkle Moos. Der Kurzfilm dient als Test für einen möglichen Spielfilm.

## Rezeption
Der Film erhielt größtenteils positive Kritiken. Bei Rotten Tomatoes erreichte er 81 Prozent, somit eine positive Bewertung.

„Mit seinen teils exzentrischen Figuren, dem Zeitreise-Motiv und der Aufgabe, die Welt zu retten erzählt er auch die Geschichte eines (fast) normalen Jungen mit all seinen Nöten mit der Schule und dem anderen Geschlecht und liefert dabei die eine oder andere unterhaltsame Geschichts-Lektion. Denn Humor ist Trumpf beim sympathischen Spaß nach einer Zeichentrickserie.“